# Zyprer

Die historischen Siedlungsgebiete der Zypern-Griechen (gelb) und Zypern-Türken (violett) bis 1974

Als Zyprer oder Zyprioten wird die Bevölkerung der Mittelmeerinsel Zypern bezeichnet. Das Adjektiv hierzu lautet zyprisch beziehungsweise zypriotisch.
Während es sich bei Zyprer um die regelmäßige deutsche Ableitung der Landesbezeichnung handelt, leitet sich Zypriot aus dem griechischen Κυπριώτης (Kypriótis) ab.
Die Bezeichnungen Zypriot und zypriotisch gelten im diplomatischen Verkehr als veraltet. Das deutsche Auswärtige Amt und das österreichische Bundesministerium für Europa, Integration und Äußeres benutzen ausschließlich die Begriffe Zyprer und zyprisch.
Gelegentlich wurden früher die Zyperngriechen als Zyprioten bezeichnet, die Zyperntürken hingegen als Zyprer; heute ist generell die Bezeichnung Zyprer für beide Volksgruppen üblich. Gleichwohl definiert der Duden (25. Auflage, 2010) Zypriot als „Zyperngrieche“, Zyprer hingegen als „Bewohner von Zypern“.
Die Botschaft der Republik Zypern in Berlin verwendet im deutschsprachigen Teil ihrer Website beide Bezeichnungen, unterscheidet aber nicht nach dem genannten Kriterium. So ist an einer Stelle ausdrücklich von „griechischen“ und „türkischen Zyprioten“ die Rede (Stand: Januar 2022).